# 柳寅東
柳寅東，號鳳瞻，四川保寧府梓潼縣（今四川省綿陽市梓潼縣）人，明末清初政治人物。

## 生平
天啓七年（1627年）丁卯科舉人，崇禎四年（1631年），登辛未科進士，大理寺观政，授行人司行人，九年顺天同考，十年行取考选，授江西道御史，巡视东城，丁忧归乡。十三年起补原职，任廣東巡按御史。崇禎十六年，巡按順天。
明亡後降李自成，又仕清 ，順治元年（1644年），授原職。次年，升任太僕寺少卿。順治三年（1646年），改順天巡撫、都察院右僉都御史。順治十四年（1657年）致仕。